# エスクロゼル
エスクロゼル（仏: Esclauzels）は、フランス南西部のオクシタニー地域圏ロット県に属するコミューン。

## 地理
県の南東部に位置し、15kmほど西には県都のカオール、7kmほど北西には小郡の中心地サン＝ジェリーがある。ロット川右岸の山中にあり、幹線道路のD911が通っている。

## 行政
- 市長：クロード・ラカーズ（Claude Lacaze、2001年から）

## 人口の推移
| 1962年 | 1968年 | 1975年 | 1982年 | 1990年 | 1999年 | 2006年 |
| ------ | ------ | ------ | ------ | ------ | ------ | ------ |
| 72     | 108    | 120    | 133    | 139    | 155    | 174    |

INSEEより。